# 毛布の日
「毛布の日」（もうふのひ）は、日本の歌。2016年12月～2017年1月に、NHKの音楽番組『みんなのうた』で放送された。作詞・作曲：小島ケイタニーラブ、編曲：伊藤豊、田中佑司、歌：小島ケイタニーラブ。

## 概要
日々の忙しいことを忘れ毛布にくるまって過ごすことのを歌った楽曲であり、歌は番組初登場となる小島ケイタニーラブが担当した。
小島は本曲について「時間に追われる日々の中ではなかなかそんな希望も叶えられませんが、この歌を聴いたり歌ったりしながら、子供も大人も、みんなの心が1枚のあったかい毛布に包まれるように、穏やかなひとときが訪れたらいいな、という気持ちから生まれた曲です」と語っている。
映像はイラストを黒田征太郎が手掛け、アニメーションは前回「いのちの記憶」（2013年）を手掛けたクモトリ（演出・コンテ：大橋弘典、アニメーター：姫田真武）が担当した。
2017年4月 - 5月と2019年2月 - 3月にお楽しみ枠で再放送され、2021年12月に「こんなうた あんなうた」で再放送される。
音源は2016年12月2日から各種サイトで配信という形で販売しており、2018年5月に発売されたアルバム「はるやすみのよる」で初めてCD収録された。
また本曲の放送後「日本毛布工業組合」によって、1887年に、日本初の毛布生産から130周年となる2017年から、毎年11月20日が「毛布の日」という記念日に制定され、本曲がキャンペーンソングとして利用されることとなった。